# Carl Hauptmann

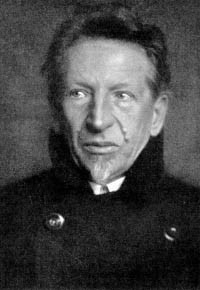
Carl Hauptmann

Carl Ferdinand Max Hauptmann, Pseudonym Ferdinand Klar, (* 11. Mai 1858 in Ober Salzbrunn, Provinz Schlesien; † 4. Februar 1921 in Schreiberhau im Riesengebirge, Niederschlesien) war ein deutscher Dramatiker und Schriftsteller. Hauptmann war wie sein Bruder Gerhart Hauptmann ein Autor der literarischen Strömung des Naturalismus.

## Leben
Carl Hauptmann wurde als Sohn des Gastwirts Robert Hauptmann im Hotel Zur Krone geboren und war einer von zwei älteren Brüdern des Dichters und Nobelpreisträgers Gerhart Hauptmann.
Wegen seiner schwachen Gesundheit blieb Hauptmann bis zu seinem 13. Lebensjahr im Elternhaus und besuchte die Dorfschule. Erst von 1872 bis 1880 ging er auf die Realschule in Breslau. Dort freundete er sich mit seinem Klassenkameraden Alfred Ploetz an – eine Freundschaft, die bis zu seinem Tode währte.
Carl studierte ab 1880 an der Universität Jena bei Ernst Haeckel Naturwissenschaften und bei Rudolf Eucken Philosophie. Mit der Dissertation Die Bedeutung der Keimblättertheorie für die Individualitätslehre und den Generationswechsel wurde Carl im Jahre 1883 zum Dr. phil. promoviert. Sein frühestes Werk, ein Gedicht, entstand im Juni 1881. Er war prominentes Mitglied des von Haeckel gegründeten Monistenbundes.
Nach der Promotion erfolgte 1883 eine Italien-Reise, die ihn nach Genua, Neapel, Capri, Sorrent und Rom führte. Auf der Rückreise besuchte Carl in Zürich seinen Freund Alfred Ploetz, der dort studierte. Da Carl eine wissenschaftliche Laufbahn einschlagen wollte, setzte er seine Studien bei dem Philosophen Richard Avenarius und dem Psychiater Auguste Forel in Zürich fort.
Hauptmann heiratete in erster Ehe 1884 Martha Thienemann, eine der fünf Töchter des Dresdner Wollgroßhändlers Berthold Thienemann († 1880), Besitzer der ehemaligen bischöflich-meißnischen Sommerresidenz Hohenhaus in Zitzschewig (heute zu Radebeul) im Elbtalkessel. Sein Bruder Georg hatte bereits 1881 die Schwester Adele Thienemann geheiratet, und sein Bruder Gerhart heiratete 1885 eine dritte Thienemann-Schwester, Marie (1860–1914).
Durch seine Heirat finanziell unabhängig geworden, setzte er sein Studium in Zürich fort. Dort lernte er u. a. Josepha Kodis und Frank Wedekind kennen. Hauptmann verzichtete auf eine wissenschaftliche Karriere in Zürich und zog stattdessen 1889 nach Berlin.
Mit seinem Bruder Gerhart bezog er 1891 das gemeinsam gekaufte Haus in Schreiberhau im Riesengebirge. Heute befindet sich im Haus das Muzeum w Szklarskiej Porebie, eine Außenstelle des Riesengebirgsmuseum Hirschberg in Jelenia Góra. Hier wird zeitgenössische polnische Kunst aus dem Riesengebirge gezeigt und mit einer kleinen Ausstellung noch immer an die Brüder Hauptmann erinnert.
Hauptmann ließ sich am 2. Mai 1908 scheiden. Noch im selben Jahr heiratete er in zweiter Ehe die Malerin Maria Rohne (1881–1961).

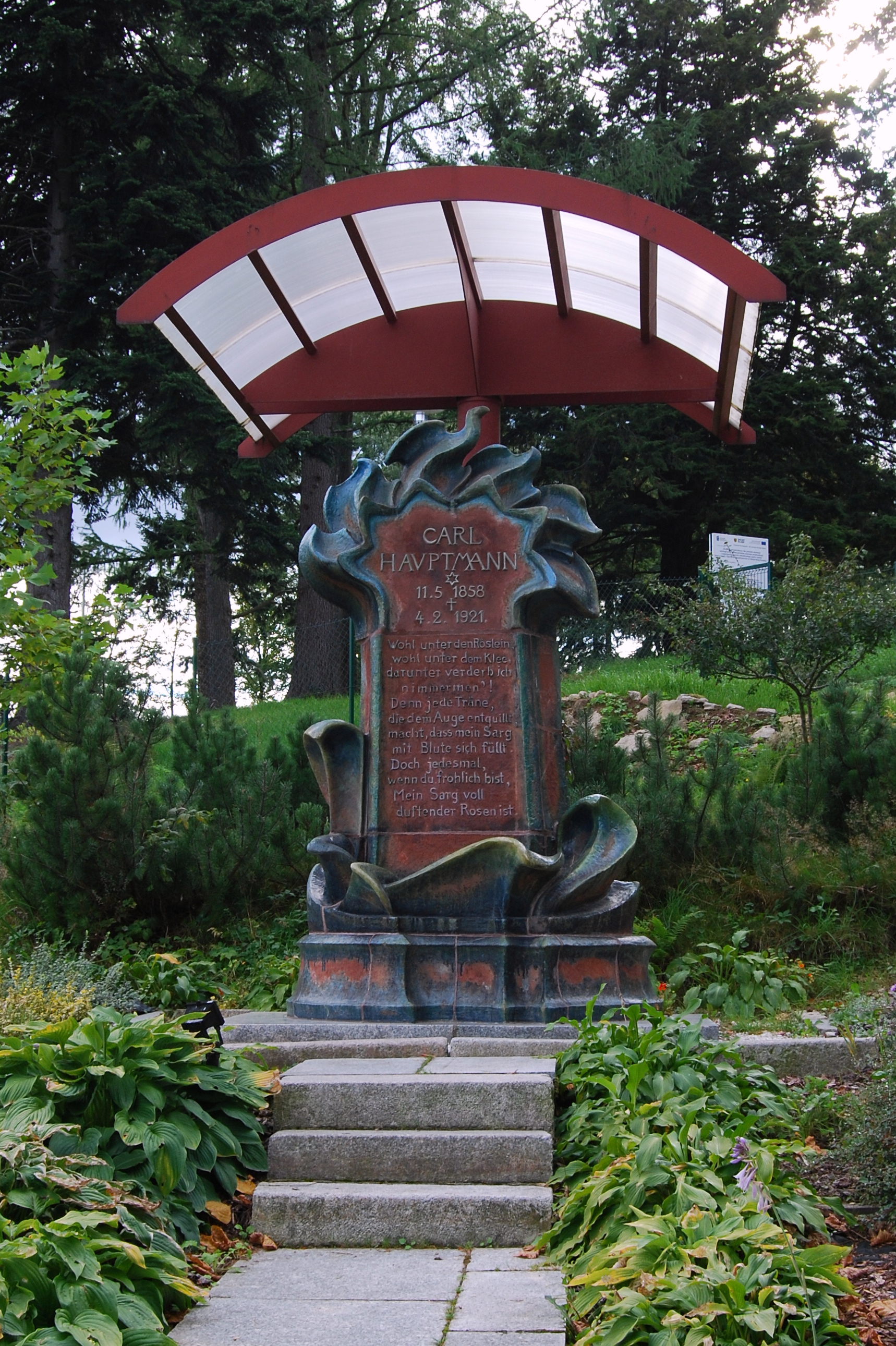
Replikat des Grabmals mit Schutzdach (Foto 2012)

Das Grab von Carl Hauptmann befindet sich auf dem ehemaligen evangelischen Friedhof in Nieder-Schreiberhau. Das Grabdenkmal wurde von Hans Poelzig entworfen und von seiner Frau Marlene Poelzig in Keramik ausgeführt. Ende der 1960er Jahre wurden die oberen Teile des Denkmals und Anfang der 1980er Jahre fast das gesamte Denkmal zerstört. 1982–1983 wurde das Grabdenkmal in den Werkstätten für Denkmalpflege in Toruń (Thorn) rekonstruiert. Diese originalgetreue Kopie befindet sich jetzt auf dem Gelände des Schreiberhauer Museums. Mitte der 1980er Jahre stellte man auf dem Grab in Nieder-Schreiberhau eine rechteckige massive Grabplatte mit Inschriften in deutscher und polnischer Sprache auf.

## Darstellung Hauptmanns in der bildenden Kunst
- Arthur Rudolph: mehrere Porträts, u. a. Bildnis Carl Hauptmann (Lithografie, 1920)[3]

## Werke
- 41 Digitalisate sowie weitere 20 Digitalisate von Werken von Carl Hauptmann im Internet Archive

- Sonnenwanderer, 1890 (Erzählung)
- Metaphysik in der modernen Physiologie. Eine kritische Untersuchung, 1893; neue, durch ein Autorenverzeichnis vermehrte Auflage: Gustav Fischer, Jena 1894 (Digitalisat bei Google Books)
- Marianne. Schauspiel in drei Akten. S. Fischer, Berlin 1894 (Digitalisat bei Google Books)
- Waldleute. Schauspiel in vier Akten. Cotta, Stuttgart 1896 (Digitalisat im Internet Archive)
- Sonnenwanderer. S. Fischer, Berlin 1897 (9 Erzählungen, entstanden 1890–1896; Digitalisat im Internet Archive)
- 1899: Ephraims Breite. (Drama, erneut 1920 unter dem Titel Ephraims Tochter)
- 1902: Die Bergschmiede.
- 1902: Mathilde. Zeichnungen aus dem Leben einer armen Frau. (Roman)
- 1903: Des Königs Harfe. (Bühnenspiel)
- 1905: Austreibung. (Drama)
- 1906: Moses. Bühnendichtung in 5 Akten. Verlag Georg Callwey, München 1906.
- 1907: Eine Studie zur Poesie von Herbert von Berger
- 1907: Einhart, der Lächler. (Roman, 2 Bände)
- 1909: Panspiele. (vier Dramen)
- 1911: Napoleon Bonaparte. (Drama)
- 1912: Nächte. (Novellen)
- 1912: Ismael Friedmann. (Roman)
- 1913: Schicksale. (Erzählungen)
- 1913: Die lange Jule. (Drama)
- 1913: Die armseligen Besenbinder. (Drama)
- 1914: Krieg. Ein Tedeum. (Drama)
- 1915: Rübezahlbuch.
- 1916: Tobias Buntschuh. (Lustspiel)
- 1916: Die Rebhühner. Komödie in fünf Akten. Kurt Wolff Verlag, Leipzig 1916 (Hauptmanns Erlebnisse auf Hohenhaus).
- 1916–1918: Die goldnen Straßen. (Dramen-Trilogie)
- 1917: Gaukler, Tod und Juwelier, ein Spiel. Kurt Wolff Verlag, Leipzig 1917.
- 1918: Musik, ein Spiel. Kurt Wolff Verlag, Leipzig 1918.
- 1919: Der abtrünnige Zar. (Drama)
- 1920: Drei Frauen. (Erzählungen)
- 1927: Tantaliden. (Roman)
- 1928: Leben mit Freunden (gesammelte Briefe, hrsg. von Will-Erich Peuckert. Horen Verlag, Berlin 1928.)
- 1929: Aus meinem Tagebuch (hrsg. von Will-Erich Peuckert. Horen Verlag, Berlin 1929.)

Gesamtausgabe
- Carl Hauptmann: Sämtliche Werke. (Kritische Ausgabe mit Kommentar (32 Bände), hrsg. von Eberhard Berger, Hans-Gert Roloff und Anna Stroka) Frommann-Holzboog, Stuttgart-Bad Cannstatt 1997 ff., ISBN 978-3-7728-1761-8.

Verfilmungen
- 1917: Ihr Sohn nach der im Sammelband Nächte veröffentlichten Novelle Franz Popjels Jugend, Regie: Willy Zeyn senior
- 1918: Graf Michael, Regie: Alfred Halm